# 台籍日本兵
| 軍屬 (1937年~1945年)                                         | 126,750名       |
| 軍人 (1942年~1945年)                                         | 80,433名        |
| 總數                                                         | 207,183名       |
| 陣亡人數                                                     | 30,304名（15%） |
| 以上為日本厚生省統計資料。不同文獻的相關數字有異，並不相符。 |                 |

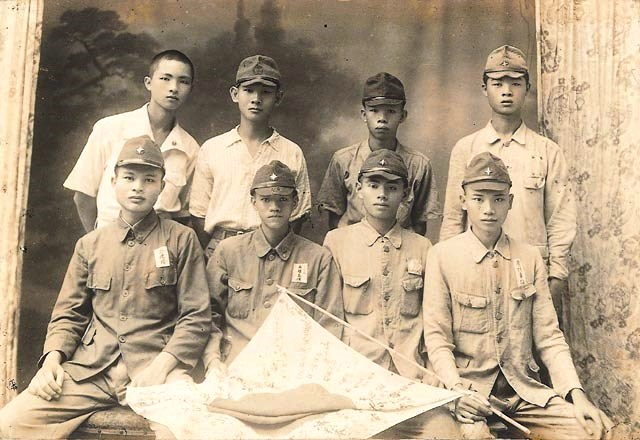
台籍日本兵於出征前在攝影社內合影，前排右者手持日本國旗。

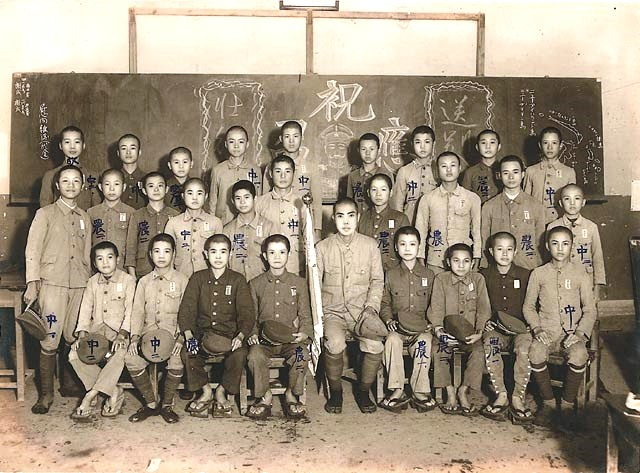
台籍學生日本兵出征前於教室裡的合影。出征前，地方街、庄會召開「壯行會」，由全體庄民送行。

台籍日本兵，亦稱台裔日本兵、日本籍台灣兵，一般是指太平洋戰爭後期（1942年至1945年）被大日本帝國招募和徵召服役的台灣軍人，廣義上或是指所有曾加入日本軍隊系統的台灣人（含原住民）。日籍台灣兵在文獻中也有「台灣人日本兵」、「台灣人原日本兵」、「原台灣人日本兵」等稱呼。
日治前期在臺徵召不多，有非正規軍的「軍屬、軍夫」，不允上戰場，其次是1942年開始與朝鮮一起開始招募少部分「特別志願兵」，但由於中日戰爭的避忌，主要以分派到海南島、東南亞、太平洋島嶼地區等地現場從事後勤與建設工作為主，再至1945年初戰況吃緊，台灣的全面徵兵制度正式實施，終開放加入戰鬥人員的隊伍，所以也有「台灣特別志願兵」的稱呼。
第二次世界大戰結束後，台灣脫離日本統治，改由屬於同盟國的中華民國接管，導致原台籍日本兵備受爭議，也為此權益與歷史定位都長期受到漠視，且補償問題亦出現很大落差。

## 简介
台灣總督府基於統治與招募需要，使用種種的方法，包括推廣皇民化運動提升对日本的認同，用輿論形成不當兵非男人的社會氛圍，及提高从军召员的薪餉等。（經濟原因佔多數，當時日本警察收入30圓，通常軍屬則为30－150圓，且日本軍人志願役待遇遠高於義務役，故招募特別志願兵時得到積極響應。）曾經出現日本帝國陸軍及日本帝國海軍在台灣定期招募的特別志願兵，總人數分別為5,550人及11,000人，居然每期都有十餘萬人踴躍報名應徵的情況。大多數願意為日本作戰的台灣兵，初期並未獲日本政府青睞，僅少數能擔任「帝國軍人」，多半以軍屬名義派遣到各地從事粗活為主；不過，戰爭後期徵召兵員已經同「帝國軍人」無異。此后，由于战事波及台灣，尤其當盟軍大轟炸台灣開始，全島皆淪為浴火戰場之中，也引发台灣人奮起保鄉衛民的守土決心。
日本厚生省統計資料顯示，從台灣兵徵召起訖，當軍人則有80,433人，為軍屬多達126,750人，總數共207,183人。但這數目是依公開招募紀錄的人員為準，其他如：軍部以任何型態的臨時用人、日企外派人員被現地動員者等，多半未計算在內；又因為不少人是使用日本名，在辨別上也會有落差。此外，基於總動員的情況下，不分男女皆納入編組，還在校讀書的青年學生，必須參加學徒兵擔任預備隊，民間防衛亦有警防團（防空避難）、國民義勇隊（防禦工事）等組織，以因應美軍轟炸和反登陸作戰，所以廣義的台籍日本兵，肯定是超過統計數字。
戰死與失蹤者根據厚生省統計，有30,304名台湾人死亡，不完全统计下落不明者22,671名的話，共有2萬8千名確定戰死的台籍日本兵，被供奉在東京的靖國神社。但在台灣新竹县北埔鄉的济化宫裡，供奉3萬3千多名台籍日本兵牌位（東京靖國神社與北埔濟化宫的台籍日本兵有重疊）。此外，亦有台籍日本兵被依戰犯受審判，判死刑而處決者達26人（皆被奉在靖國神社），這些台灣人主要是在東南亞戰俘營工作而因此有些人被判刑。
殘留海外者根據戰後臺灣總督府編纂《臺灣統治概要》，有中國南方各地92,748名，日本內地兵工廠8,419名。另據《中國戰區中國陸軍總司令部受降報告書》，中國各地37,700名（其中海南島20,335名、廣東9,618名，尤其在海南島的台籍日本兵集中營，而生活條件最為艱苦，且相對於廣州待遇尚可，海南島遣返作業更是被刁難拖延，而在亡故者也佔大多數，如戰後統計派往中國大陸和海南島的台籍死者總共1600多人，其中死於海南島者有1400多人），海外共近15萬名的台灣籍的軍民，均在集中營等待遣返。
除少部分台灣兵士遺留於東南亞當地打拼，如印尼建國英雄李柏青等。剛復員的台籍日本兵回到台灣不久，即遭逢二二八事件，參與民軍者如黃金島等。另外，國民政府為因應第二次國共內戰，在台灣招募近2萬人，加入當時的中華民國政府軍隊，其中原台籍日本兵為數眾多，旋即投入第二次國共內戰，又因國民政府各戰線失利而節節敗退，故約1萬5000名在中國戰場上犧牲。不少台籍日本兵也流轉到解放軍中。爾後，遷台的中華民國政府，重用了台籍日本兵裏受過高等教育的知識分子，如前總統李登輝等來協助重建台灣。但亦有部分人在後來的白色恐怖期間，不幸遭蒙冤獄受難。

## 背景
日治之初，由於殖民地法制與日本內地不完全相同，因此日本對台灣統治政策，經歷特別統治主義（1895年－1915年）和內地延長主義（1915年－1937年）等兩階段的實施後，使得台灣人慢慢自我認同為帝國國民，及至總督小林躋造於1936年9月2日上任，進一步的開始推行皇民化運動（1937年－1945年），明令統治台灣三原則：「皇民化、工業化、南進基地化」。總督府即開始制定相關政策，亦在社會上宣導皇國思想和奉公觀念，且加強各級學校的精神教育，重點在於「確立對時局的認識，強化國民意識」。讓台灣人的認知思想、文化風俗、生活習慣等，能夠和日本人完全一致。。
當時大日本帝國的政經局勢來說，受到1929年爆發世界性「經濟大恐慌」的影響，使日本經濟困難導致社會動盪與政局不安（刺殺政要事件頻傳），人們不滿文人內閣應對困境無能，且傳統上日本重視傳武士道精神，富國強兵的思想瀰漫，孕育出軍國主義氣焰高張，故普遍對日本軍部寄以厚望（乃軍部有逕向天皇的帷幄上奏權、亦能迴避國會監督、更可以技術性倒閣）能來領導改革，所以自1932年的「五一五事件」後，政黨政治的體制被破壞，內閣幾乎由軍部主導。不過軍部剛開始由溫和派上台，卻在1936年又遭遇到更激烈的「二二六事件」，至此軍部的激進派全面掌控政權，推展對外擴張拓殖的政策，陸續實行相關法案，以消除對現況經濟凋敝的不滿。
中日爆發戰爭之前，日本尚未軍事上大幅擴張，維持員額約30萬人兵力，雖然採用義務役徵兵制，但是專業人士和學生可辦緩徵，體檢標準嚴謹亦有相應的補充兵制度，還以地區徵兵的模式（同袍皆是同鄉更利向心力）來組編基層部隊，又徵兵制度沒在所謂「外地」實行，所以台灣人並無服兵役的義務。不過早在1937年秋天，隨著日本對中國戰爭不斷的昇高與擴大，當時內閣於1937年8月24日宣告國民精神總動員後，也意味的日本全國將預備進入戰時體制，又因為上海的戰事膠著而抽調台灣軍做翻譯支援，且已開始徵用千名台灣人以軍屬身分擔任輜重部隊。小林總督更於1937年12月8日向總理和內閣各大臣提出了〈關於支那事變收拾方法之件〉的意見書，以凸顯台灣在供給人員和物資與戰略位置的重要，隔年隨從台灣派遣千名軍農夫的農業生產團，前往中國戰地支援軍隊供應食用。另外台灣人也被徵募為通譯，尤其是能說閩南語、粵語與北京官話等語言的人員，來支援中國戰地工作；在戰爭期間以軍屬任用的通譯，由於常負責情報任務，因此人員皆被列為軍事機密，所以從一般資料中無法得知總數有多少人。
隨著對中國戰局的擴張，投入的動員兵力膨脹到60萬人，在所需求的資源不斷增加之下，乃於1938年2月發布「陸軍特別志願兵令」，日本首先在朝鲜實施「特別志願兵制度」。接著日本政府又於1938年4月1日公布《國家總動員法》（共50條）後，5月4日再以敕令第316號公布該法，並適用於朝鮮、台灣及樺太（庫頁島）等地，且在5月5日全帝國同步實施。台灣總督府即以動員法律為依據，開始強化台灣防務的調配（擴編台灣軍），啟建各種前進基地（飛行場和港口要塞）、國防裝備的生產（設置各類軍需工廠）、戰略物資與器材的徵用（含土地、船舶）等，而這些島內的軍事建設皆是招募台灣人去建造（勞動力）。又根據「國家總動員法」第四條，1939年7月8日頒佈施行細則的敕令第451條〈國民徵用令〉（共26條），規定適用於有專業的職業能力證明者的被「徵用」。第24條適用為日本「內地」，第25條適用範圍為「外地」朝鮮、台灣、樺太及南洋群島。然而有這些法令為依據，能徵調各種資源以供需求，並配合軍事建設和生產工作，且人才除了現有徵召運用外，重要的是在於培養更多廣大的新生力軍。
當時台灣人在皇民化運動之前，基於認同等因素影響下，既需要日本國民的身份，又不願意得罪反日份子，往往變得很尷尬又搖擺，立場就耐人尋味。因此，總督府開始著重於施行的教育訓練，旨在徹底落實日本皇民化思想，強調報國的挺身實踐，使台灣人為日本帝國盡忠。從1938年起，總督府先於台北開設「國民精神研修所」，又陸續在各地成立「青年道場」、「國民道場」，這類從事皇民化的組訓單位，各地青年都會被要求參加，為期1－3個月的精神教育養成，並將基層的保甲組織做民防編組，以達全面皇民化和動員準備的執行落實。又於1940年3月接著創設「勤行報國青年隊」，且於臺北、臺中、台南、高雄、花蓮等地設置訓練所，各地青年先在訓練道場集訓一個月後，再經挑選進入「勤行報國青年隊」，接受有系統的3至6個月軍事化教育，作為軍夫幹部培訓班，內容包含軍事訓練（含打靶）、學科教育、精神訓話、體力勞動等。
在1940年7月日本趁機攻占越南後，國際局勢對日本轉趨嚴峻，所以遂展開諸多舉措作為對應，故1940年10月成立了大政翼贊會來推動「新體制運動」。台灣總督府為呼應內地的模式，亦於1941年4月9日在台灣成立了皇民奉公會，由總督長谷川清擔任總裁。旋即在全台開辦了66處「軍事訓練場」，對役齡的台灣青年施以短期軍事訓練。更推廣了青年學校162所，讓未就學的青少年不分男女，都受基本教練和護理訓練。接著1941年12月30日，由長谷川總督頒布〈台灣青少年團設置要綱〉，將「台灣聯合青年團」與「少年團」合併，改編為「台灣青少年團」，使其聚集在一元化的組織下，施予統制的訓練，有利於總督府戰時動員的方便。又皇民奉公會在1942年間，先後成立海洋訓練所、拓南工業戰士訓練所與拓南農業戰士訓練所，培養南方建設人員。到了1942年迄，除了加強先前皇民化的推動，健全組織體系暨多元開展，搭配既有行政系統的政策實施，又透過社會團體的脈絡深入群眾，使臺灣人民全面配合支援前線戰爭，亦為戰時的動員制度做好整備，以達全民皆兵的防衛能量。。
自從太平洋戰爭開打後，日軍因戰線延綿相對人員需求驟增，故急徵廣招籌集戰備人員派遣至各前線，而台灣經過皇民化運動與戰時動員整備，尚有充足的人力資源可供利用，除了動員徵召以軍屬名義支援作戰外，與朝鮮同性質的「陸軍特別志願兵制度」，即1942年1月份實施與同年開始招募，還為了南洋的叢林作戰需求，另對原住民招募高砂義勇隊和特別志願兵。由於中途島海戰戰敗後，開始受到美軍猛烈攻擊，使得整個戰局反轉直下，因此全帝國總動員如火如荼的展開，如「海軍特別志願兵制度」也在1943年5月宣布台灣與朝鮮同時實施，1943年10月台灣亦同步舉辦「學生出陣」歡送會。當日軍於1944年10月份「台灣空戰」失利，台灣陸續蒙受美軍大量空襲重創，所以台灣男女老少都納入全民防衛編組，並在本島各地大量建構防禦工事，且規劃疏散作業來減少損失；然後1945年1月在台灣實施徵兵制，接著於3月份成立不分男女的國民義勇隊來準備本島自衛戰鬥。天皇又在1945年4月1日頒布《朝鮮及臺灣住民政治參與相關詔書》，賦予兩外地的住民參與國政的權利，這時台灣人才等同日本人的權利義務。到了6月份沖繩島戰役後，日本當局實行《義勇兵役法》，幾乎徹底全面動員誓死奮戰的「億人玉碎」方案，盡可能地給美國軍方造成重大傷亡，用慘烈代價來抵禦美軍登陸的作戰計畫。

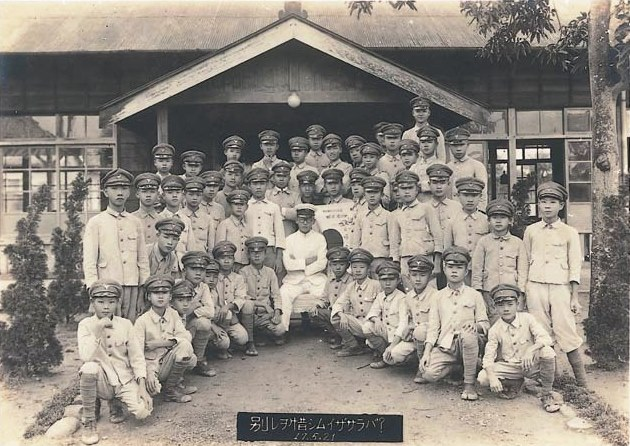
老師出征之前與學生合影，攝於1942年5月21日

## 歷史

### 早期發展（1895年－1937年）
自1896年4月6日，成立臺灣守備混成旅團以來，採用「靜態守備」的特殊軍隊編制，並無輜重部隊（若要成為外征軍，就招募軍夫充之）。早在1898年，總督兒玉源太郎即頒布〈府令一百七十號願充軍役章程〉，計4章33條；文中規定願充軍役者，入營後須受各項必備的軍事教育，全台招募約300人於1900年1月起入營服役，此為台籍日本兵之起源。而1904年的日俄戰爭爆發，即在台灣招募軍夫從征，且有台灣軍夫立過戰功的紀錄。不過此時台灣綏靖治理工作，也慢慢改以警察為主力的方式，乃1907年8月，重新縮編成台灣守備隊。到了第一次世界大戰期間，仍於台灣招募軍夫轉戰各地，亦有少數台灣軍夫受軍功嘉獎。
至1919年台灣進入文官總督時代，軍事行動的招募進入休眠期。陸軍部門改隸屬台灣軍的編制，同時維持為台北的「第一步兵聯隊」、台南的「第二步兵聯隊」，配駐各地的炮兵聯隊，並設置於基隆要塞、澎湖島要塞，與在屏東的飛行第8聯隊和「陸軍第5野戰空修廠」（終戰時有工員5,540人），及各地軍醫院、後勤學、基地等；以上所列各軍事駐地，亦因其部分後勤業務關係，一直有雇用有台灣人擔任軍屬從事。另外，海軍部門則早在領台初期，於澎湖成立馬公要港部，開設海軍基地。1930年代日本為貫徹南進政策，除了發展高雄港，還在旁邊開始建設左營軍港，並於1931年選定高雄岡山為海軍飛行場，隔鄰設置「第61海軍航空廠」（終戰時有員工8,880人），以上海軍機關也開始招募台灣人當軍屬的技術工員。
這時期台灣人若有意願從軍者，尚有極少數報考軍校當幹部，還許多人應聘為擔任「囑託」或通譯，前往滿州和租界等地工作。代表性人物如黃南鵬1925年日本陸軍士官學校畢業，曾官拜汪精衛政權陸軍中將，戰後流亡日本；藍家精1931年京都帝大畢業，曾任日本陸軍預備軍官，亦官拜汪精衛政權陸軍參贊中將，戰後回到台灣被赦免。（當時司法院院解字第3133 號解釋：台灣人因國籍自不適用懲治漢奸條例，但涉及戰爭罪刑則依國際法戰犯審判。）

### 招募軍屬時期（1937年－1945年）
二戰時期台籍日本兵經歷了從「軍屬」、「軍夫」身份到「軍人」身份的演變。而由於傳統日軍觀念中，並不認為非戰鬥人員為正規軍，故有一說「軍人、軍犬、軍馬、軍屬、軍夫」這樣的俗話，與其說這是軍屬與軍夫在其軍中的地位，倒不如說是因為戰鬥人員必要時須衝鋒陷陣，所以被相對被重視，在軍功論賞也會比較高。不過從昭和初年已取消「軍夫」的用詞，乃將「軍屬」身分區分為：囑託（比照軍官待遇）、雇員（士官待遇）、傭人（士兵待遇）。又台灣總督府基於統治需要，自1937年9月份招募的第一批「軍夫」開始，即以「軍屬」的名義跟待遇去招募。且1943年7月31日，陸軍省頒布的「陸普第三八０五號」文，發給所屬單位的「臺灣人軍夫ノ身份取扱ニ關スル件陸軍一般ヘ通牒」中，通告所屬之臺灣人軍夫，其身分雖然為「傭人」，但是一般可視為軍屬處理。也就是說，台灣人當軍夫是個俗稱，其身分是「軍屬」，更非以往的軍伕，若充當苦力僅需徵發佔領地的民工便可，何必另千里外高待遇招募呢。再者，軍夫又是各種類別的人力需求俗稱，工作內容包羅萬象類似替代役；因徵召名目與回合梯次的不同，招募的對象專長要求也會有差異，且各戰地的環境要求不一樣，都會再從事任務編組作業，當戰況危急時往往全團現地徵召，故說軍夫們有軍人身分亦沒錯。基於此，相對各種軍夫有其獨特性，並不能混為一談。所以，下列各種類別的專門條目，會對不同性質的軍夫團作大略介紹。
總督府遵照軍部的人力需求來辦理，來招募各種類別的軍屬，如勤勞團、農業團、海軍工員、高砂義勇隊等；當時社會背景是尚武精神的風氣，且戰時種種措施，在鄉青年皆必須編組受軍事教練，又物資供需採配給制，還要面對盟軍無情的轟炸威脅，使生活和心理倍受壓抑，所以總督府在招募軍夫的宣傳，都是強調愛國和真男兒作為，並有高工資高福利的誘因下，立即吸引了台灣青年踴躍報名參加。然而每回的徵召名目類別不一樣，除了專業類別需求另行招募外，皆由各州廳分攤所需的徵集名額，盡量以同鄉為同單位為原則。基本上團部成員，會選派日本人有高等官身分者擔任團長（比敘相當校級軍官），其他成員為補佐官、配屬軍官、技官、囑託等幕僚若干名，除了配屬軍官為軍事參謀外，一般是技術顧問為主，乃軍部聘用派至戰地支援的各類技師，從事戰地各項計畫案的規劃並指導。又因每回的團員招募人數也不一，如特設勤勞團為例，若是2千人的團，將區分成2個大隊，每個大隊下分5個中隊，每個中隊下設2個小隊，每個小隊下設4個分隊，各分隊下設2個班。（依人數多寡，約1,000人亦有直接團部下設5個中隊，500人則團部下設5個100人的編制隊，其下再設小隊、班等。）通常台灣人為青年團職事、教育程度高、受訓優秀者，還是參加過勤行報國青年隊者，可為軍夫幹部（取締役）。但軍夫與軍人在軍國主義下是不能相提並論，從開始的位階、功獎、升遷都有明顯差異，不過比起一般日本兵的薪餉反而高很多。
軍夫的徵召作業跟徵兵制度很雷同，技術性高的海軍工員相對志願報名眾多，反之志願者較不踴躍的勤勞團，就會出現半推半就的情境，由基層行政單位會對役齡青年做所謂的身家調查，一般青年都會收到徵集令的兵單，接著至指定地點進行體檢，審核合乎規定的軍夫役男。當通過體檢的役男收到入伍通知書，此時鄉里間亦舉辦盛大歡送會，隨即報到開始約3個月的軍事訓練，使其具有相關基本知識與戰技的能力，受訓合格者才入選為軍夫。結訓有的團隊會放假回家，也有則在營區等候船期，不久全員依照規定到港口集合出發；有些人還要繼續受專長教育（車輛駕駛、重機具操作、農事栽培等）後再行分發各地，多半直接整團前往海外各駐地，也有整團編入台灣軍跟隨移防轉戰各地。當軍夫團到戰地後，整團視任務而進行展開，亦會配屬於駐防師團或聯隊之下，常見採聯合戰地的部隊與當地民工苦力一起編組作業。通常擔任各項後勤作業的支援，諸如工程隊從事建築飛行跑道、港口要塞、碉堡掩體等設施，勤勞團的兵站補給作業、貨物倉儲擔負搬運等工作，以及農業團的栽培和畜牧等屯田養兵計畫。無奈日軍敗相顯現，軍夫團來到了戰地後，卻因戰情變化而調整工作內容，除了從事防禦工事的整備外，並為因應戰局和彌補戰損，往往即在戰場現地徵召，挑選精壯轉服特別志願兵，以利補充兵員；部分狀況危急的前線，整團直接編入作戰部隊，遂行作戰任務。然而，最終也因日軍屈居劣勢，隨著部隊四處潰散敗亡，蒙受戰火荼毒的命運。

#### 台灣混成旅團－輜重部隊（日语：輜重兵）
1937年9月7日因應中國戰事，成立「重藤支隊」出征馳援，但台灣軍並沒有輜重部隊，故招募軍屬充任，第一批軍屬（含傭人850名）約一千名。此次的招募是很匆促，僅能不分年紀或資格，以優厚的薪餉與福利，吸引不知情台灣人上前線。（薪餉以郵政儲金方式發給，分成戰地領取20－30圓，一份由家屬領取30－60圓，部分提撥為退伍金和軍人保險，家屬還可以每月可領配給品；而當時警察月俸才30圓，日軍義務役士兵僅10圓。）因為這是第一批軍夫，所以格外受總督府重視，一切都高規格待遇，規定日本兵不能歧視台灣軍夫，還選台灣人當軍夫長（取締役）自行內部管理。台灣日日新報記者亦隨軍採訪，除了報導中國戰況，也把台灣軍夫的戰地生活點滴刊登宣傳，若遇有台灣軍夫戰地死亡，就大幅宣揚其愛國悲壯犧牲，先給遺屬安慰和撫卹，又在家鄉舉辦盛大的喪禮，靈位入祀靖國神社供奉，並將其事蹟納入小學教材。若有受傷或生病的台灣軍夫，也比照日本軍人待遇治療，甚至後送至九州小倉衛戍病院，且家鄉所屬市（郡）長還親至家裡慰問家屬（代表總督府送慰問金）。而戰場的軍夫也英勇表現，無懼槍林彈雨下達成任務，深得長官的讚賞，故每個參戰的軍夫都獲軍功嘉獎，且加給退伍金。如此一切細節經過貼心安排，從出征前的歡送會，直到退伍復員的歡迎會，都讓軍夫們有衣錦還鄉之感。再透過精心營造的宣傳，繼以皇民化的教育，使日後台灣人從軍意願高漲，每次徵召皆大批志願者報名，但也造成眾多魂斷異鄉的憾事。請參閱安平十二軍夫墓。

#### 鋤頭戰士－農業義勇團
1938年4月1日，台灣總督府成立「農業義勇團」，每期簽契約一年，總督府委派農業技師熊澤三郎擔任團長，團部成員為補佐官、軍官、技官、囑託等幕僚若干名；並依各州名額分配編成五個隊，各隊下設有小隊及班，派遣隊職員、軍農夫共約一千餘名。軍農夫招募條件是年齡約20歲左右，具備農業經驗的青年，公學校畢業以上學歷，其中多是農業傳習所的畢業生。先到上海附近開發農場栽種軍用蔬菜，隨著佔領區的擴大，散布到南京、安慶、南昌、武漢等地，亦都設置多處農場，並技術指導方式和當地農民定約契作，以擴大生產面積。1939年第二期依舊招募軍農夫定額1,000人，不過其中留用原來的300多人，多是升任指導助手、事務員、生產班長；又另雇用大量當地中國人，充實增設農場的人力。而生產項目日趨多元，稻米、雜糧、蔬菜與經濟作物，還有養殖家畜、家禽、水產等，且設農產品加工廠生產罐頭和口糧等。除了供應佔領區的日本軍人食用之需，更派農業指導員到各地，指導當地住民耕作技術，增進產量達到戰地自產自足。1940年由於佔領地區的政策改變，讓中國農民慢慢承擔生產事宜，所以「農業義勇團」從1940年中起陸續撤離，至1941事業完全移交給淪陷區政府，不過還有200多名台灣人在農場留用，另有不少團員留在中國轉任其他單位。在二回的農業義勇團之外，總督府也因應華南日軍之要求，1939年3月至1942年7月派遣七回，每回150名由技術員與指導助手組成的「南支派遣農業指導員」，以支應軍用糧食補給任務等。1942年又前後派遣「農業義勇團」與「農業指導挺身團」各120名前往海南島，以配合軍方米糧增產計畫。 

#### 勞務戰士
日本政府在制訂絕對國防圈的防禦機制時，設定以航空兵力為作戰主軸，建立機場遂成為當務之急。日本軍方將機場的建築部隊，以乙型部隊半機械半人工方式，為最主要的機場建設隊，成員以當地住民為主。然而，因為機場預定地的人口較少，無法供給充分的勞力，日軍於南洋各地的作戰部隊、軍需工廠，以及在當地的基礎建設，也都需大量人力支援，派遣臺灣勞務團遂勢在必行。到了當地後，整個勤勞團再行任務編組，通常會全團打散分發至各用人單位，由日本人將兵、台灣人軍夫、當地人苦力，以混合形態的任務工作隊，每一隊依照各分配的工程去執行，這些計畫或施設雖已完成，但往往遭美軍摧毀殆盡，日軍最終也被迫撤離，無法形成實質且有效的作用，對江河日下的日軍而言，派遣的最終結果只是徒增傷亡。

##### 特設勞務奉公團
自從法國在1940年6月22日與納粹德國簽署了停戰協定後，日本就開始欲染指法屬印度支那殖民地，雙方發生衝突展開了中南半島爭奪戰，在1941年9月爆發了越南戰爭，爾後日本控制了法屬印度支那，此舉卻引來了英美盟國的仇視和禁運，但日本急需各種經濟物資供應，因此日本軍部擬定戰略，除了遠征夏威夷，並同步實施南方作戰。所以日軍向臺灣總督府請求軍夫支援作戰勤務。每回由1000名20－30歲的青年，是以「勤行報國青年隊」為骨幹組編，成立的「臺灣特設勞務奉公團」，1941年10月直到1942年10月結束，前後約一年的時間，總共招募六回，約6000餘人。第一回於1941年10月份前往西貢駐留，先修築飛行跑道的工事，做好日軍戰機前進打擊準備，再隨日軍從征參加馬來亞戰役。
第二、三、四回軍夫約3000人是派往參加菲律賓戰役，配合日本軍隊登陸進攻菲律賓的前進支援，此役第二回軍夫41年12月份先行配合登陸馬尼拉作戰，不幸戰死約百餘名，接著二回和三回也於42年1月份上陸支援。第五回500多名於1942年2月派往參加荷蘭東印度群島戰役，支援日軍進攻爪哇島作戰。可知「特設勞務奉公團」是配合南方作戰，隨軍征戰在槍林彈雨中穿梭，從事武器彈藥運輸和補給工作，擔負了輜重兵和工兵任務，順利達成軍需物資運補作業。其中有極少數者更被指派特殊情報任務，如擔任通譯、宣撫華僑、偵察民情等，就整體而言，通常每一回軍夫都圓滿達成派遣的目的，鼓舞了後進者的投入，可悲是接下來的每次派遣，無奈因戰事翻轉而成了犧牲者。前五回都1942年10月前結束任務返鄉復員，但是當特設勞務奉公團成員期限到期後，不少人又繼續留在當地工作，其中回到台灣者亦有人又為了高待遇誘因，再度投入其他軍夫團轉戰他處，重蹈了悲慘烽火餘生。而第六回1500多名於1942年10月派往新機內亞的拉包爾駐紮屯兵，並參加新幾內亞戰役勤務支援，其結局因拉包爾戰況危急，整團軍夫現地徵召作戰，並隨著日軍部隊潰敗下場淒涼。

##### 特設勤勞團
「特設勤勞團」據現今所知的資料，自1943年5月至1944年7月間，前後不到15個月，共派出30回，約為28,000餘人；是日本帝國政府與臺灣總督府在第二次世界大戰中，有組織且最大規模的軍夫派遣計畫，是為回數與人數最多，且分布最廣的派遣團體，多半被派往新幾內亞與菲律賓。臺灣青年派赴南方戰地的目的，主要是以勞力支援的方式協助日軍作戰，工作內容除替日人興建機場外，亦派至貨物廠、船隻碇泊場、野戰貨物廠、自動車廠等地，進行雜役或是農業種植的工作。不過往後戰情危急，幾乎都被編入部隊一起做戰備訓練，直接拿起武器加入戰局。一般而言，勤勞團派遣地多為戰事吃緊的區域，諸如新幾內亞和菲律賓，當盟軍開始登陸進攻時，該地的軍夫全部現地徵召編入戰鬥員，卻受到美軍的優勢火力壓制下，日軍皆不敵潰敗而撤離轉進。但由於補所有後勤支援都被美軍切斷封鎖下，在糧食和藥品缺乏加上叢林與高地等惡劣環境，且台灣兵往往擔負起危險又吃重的側翼掩護任務，常常是與美軍交鋒對戰的殿後部隊，造成勤勞團成員大量餓死、病死、戰死。所以戰後遣返復員，能回到台灣者僅有11,982人，死於異鄉數目相對最多。

#### 拓南戰士
太平洋戰爭爆發後，皇民奉公會在1942年起相繼成立所謂「拓南工業戰士訓練所」、「拓南農業戰士訓練所」、「海洋訓練隊」，開始培訓前往東南亞地區支援的技術人才，來達到開發南洋豐厚的資源，暨戰地屯兵自養之目的。

##### 拓南工業戰士
拓南工業戰士訓練所係培養工業技術人力專業訓練機構，招收工業學校（中學）畢業的青年，前後招募4期，每期受訓6個月共約700人。拓南工業戰士訓練所位在台北市馬場町231番地，學科教習所則是在臺北市幸町的私立開南工業學校。皆以軍屬的雇員資格候用，協助當年日本在南洋有關石油探勘、開採、提煉的工作。其中第二期都到婆羅洲島探勘開採石油，1945年5月的婆羅洲戰役，日本失利導致婆羅洲被圍，此時其屬拓南工業戰士被迫全部就地編入作戰，七月起遭遇盟軍的登陸攻擊，由於拓南工業戰士並未受完整的軍事訓練，倉皇應戰的結果是泰半陣亡，死亡率超過50%幾乎是軍屬單一招募名目中最高，亦因戰爭損失了一群工科的專業人才。

##### 拓南農業戰士
拓南農業戰士訓練所是在繼農業義勇團後成立，招收農林學校畢業（中學）的青年，生每期招募人數在500人左右，在各地訓練所為期3個月的基本教育，乃是招募期數和人數最多。團員結訓後，並搭配總督府「熱地農業技術員鍊成所」，再進入訓練所為期3個月，接著才派往海外工作，皆以軍屬的雇員資格候用，為農業指導助手、事務員、生產班長等職務。
事實上不少是由海軍工員送訓，可能學員先前就先接受駕駛訓練3個月，軍事訓練3個月後，才再來受「拓南農業戰士訓練所」受訓3個月，又去「熱地農業技術員鍊成所」又3個月的訓練，前後一年多的養成教育，才足以在戰地擔當適任，也因紮實農業技能的養成，而能達到戰地屯兵就養供給，但也因為分發前往南洋各戰地做農業栽培，無奈戰況危急嚴峻陷於險境，使的很多台灣軍夫再也無法回到故鄉。1942年8月設置的七所拓南農業第一訓練所如下： 
- 拓南農業第一訓練所：高雄州潮州街[9]
- 拓南農業第二訓練所：臺中州新社庄（實踐農業學校內）
- 拓南農業第三訓練所：臺中州員林街（員林實踐農業學校內）
- 拓南農業第四訓練所：臺南州新營街
- 拓南農業第五訓練所：臺南州虎尾街（虎尾專修農業學校內）
- 拓南農業第六訓練所：臺南州北門庄
- 拓南農業第七訓練所：臺南州東石庄（東石農業實修學校內）

##### 拓南海洋戰士
海洋訓練隊係為集訓台灣青年，培育其具備海事基礎能力，所成立之具體組織。招募海事學校畢業（中學）的青年，前後5期隊員，每期受訓3至4個月總計組訓了350人，拓南海洋訓練隊位在台北市圓山町147番地（今花博公園圓山園區內）。海洋訓練隊進行的訓練內容，是和海軍新兵訓練無異，例如體操、手旗與短艇操作，以培養隊員的船艇操作能力與臨戰反應。訓練隊隊長宣稱僅就游泳一項，在第一期隊員甫入所時能游5、6公尺者僅有5人，經嚴格訓練後，全員平均能游1公里，突顯出海洋訓練隊極佳的特訓成果。觀察隊員分派統計資料，除第五期隊員派遣狀況不明之外，前4期結訓的225人，皆已軍屬的雇員資格候用。其中33人投入島內海軍軍務、24人被派任為船員、留用助手或從事其他實業則有19人。而有高達149人被派至東南亞，顯示在海洋訓練隊在組訓完畢後，隊員主要做為支援日軍海外佔領地軍務之用。 

#### 醫務要員（日语：軍医 (日本)）
在台灣的醫師，就是菁英的代表。自日本殖民台灣開始，就很重視現代醫療體系（西醫）的建立，因此也培養了大批的男女醫師，至1940年代已有數千名合格醫師在台執業。二戰時，基於前線軍隊及佔領區的衛生醫療需要，急需醫療專業人員的支援，所以台灣總督府亦於1943年8月7日頒布「南方醫務要員鍊成所規程」，然後在各州設立鍊成所，以招募有執照的男醫師，經過1－3個月的受訓，即分發前往東南亞各地為軍醫。不過總督府召募的醫務要員，其身分還是軍屬，尚非正統軍人但比敘軍官的待遇，並依照醫師的養成學歷、訓練經歷、公醫官等、執業年資而去敘任相當的軍職，（例如大學醫科畢業者為中尉、醫學專門學校畢業者為少尉、醫師檢定及格者為准尉。）且最高可以授予至中佐的階級。（醫務要員一般為非指揮職系，日本軍制重視指揮職，就算非指揮職的上官，依舊要聽從指揮職的下官領導。）這些軍醫們秉持著勇氣與愛心前往戰地，遍布於東南亞各區域，幾乎都是要擔負火線救護的任務，且往往是當地的衛生醫療主力，故很受當地人所敬仰。
1944年盟軍逐漸取得制海權，南方醫務要員第5期結訓分發，當中的59名醫師學員、80名醫務助手、200名農業生產工員等，於1944年12月1日一起搭乘貨輪神靖丸號，自高雄港出發前往南海地區。1945年1月12日，美國海軍快速航母特遣艦隊突襲南海，神靖丸停泊在越南聖雀岬港（Port Saint Jacques）內遇襲沉沒，全船約95人獲救，其中18人是醫師，船上約共247位臺灣籍人士罹難。此乃台灣醫界史上單一事件喪生最多的醫務人員，同時台灣也損失了難以彌補的眾多菁英。

#### 海軍警備隊
中日的戰爭開打後，由於占領區迅速擴張，即陸續成立的海軍根據地部隊，所謂日本海軍特別海軍陸戰隊並非現在美式編制的陸戰隊，而是將海軍警衛部隊（含特種部隊和防空部隊）為主，結合海軍訓練中心（海兵團）、海軍基地的作業人員（含港務、通信）、海軍陸上後勤人員（含海軍工員）為輔的戰鬥任務編組，因此在佔領區負責戰地管理和治安工作，原本海軍並無如此駐守的人力規劃，所以成立的海軍警備隊（含陸上警備科、水上警備科、法務科，類似海巡署的工作）。即採向同屬海軍的台灣總督請求人力支援，由於當時台灣還未實施特別自願兵制，所以總督府用軍屬名義徵募海軍巡警。因此招考高等小學以上程度、體檢合格的青年，施予為期半年的養成（包含軍事訓練和警察教育），派遣到佔領區先以巡查補任職（薪餉每月90元），擔任警察工作負責維持治安，滿兩年經考核可晉升為巡查（判任官）；又聘募海軍通辯比照下士官待遇，擔任翻譯來協助處理民事。
其中台籍海軍巡警隊主要部署在海南島，乃是日本參謀本部視海南島為其南進樞紐之一，故先派遣台灣混成旅占領海南島，後移交給海軍轉由的鎮守府來負責戰地管理，所以在台灣的招募大批海軍工員和各種名目的軍夫團亦進駐，支援當地建設和各種後勤需求，到現地後又挑選不少精壯轉服特別海軍志願兵，以補實駐守海南島的特別海軍陸戰隊缺額不足。當時海南島游擊隊勢力龐大時，相對巡警隊的人力需求也就更多，另為了清剿游擊隊，巡警隊常與其他的駐守部隊搭配編組成討伐隊，通常由三分之一的日本軍人（除了幹部外多數是40歲國民兵），三分之二是台籍軍人（包含巡警和軍夫一般是20歲青年），而台籍軍人配備火砲機槍等武器負責攻堅，是實際作戰任務的主力，其戰力卻是不折不扣的陸戰隊。
戰後，其中海南島及廣東一帶，共有台籍日本兵約3萬名，全部被關入集中營處置，當時國民政府想納編為其效力，（註：盟軍總部規定台灣兵非偽軍，不得就地納編為國軍，須同日本人作業遣返）但中國民間的認知對台灣兵並不友善，反使台灣人所受待遇低於日本人，尤其在海南島的台籍日本兵集中營，除了權益被漠視外，生活條件最為艱苦，且整個遣返作業更是被刁難拖延；幸而盟軍總部介入處理，讓這台籍日本兵得以脫離，陸續分批搭美軍的艦艇返台，但都已戰爭結束兩年後了。

#### 海軍工員
海軍除了戰鬥人員和勤務人員以外，尚需其他支援人力，如海軍設營隊的負責工程構築（含港口與機場）、海軍裝備保養廠（含艦艇和飛機）的修理維護、各後勤學的後勤補給業務、海外基地的軍農屯田（因為補給線太長，制海權又被美軍掌握，故部分糧秣需要當地自養）等，都需要招募大量海軍工員來充當。即大量透過台灣總督府招募海軍工員，跟特設勤勞團相異之處，在於其軍種不同，且所需的技能養成訓練較高。一般三個月的軍事訓練，三個月的專業教育（依各專業去受訓），通常都要受訓半年才分發派遣，到了派遣地實習後，還有各種專業技能升等考核，即技能檢定及格，職務和工資都可升等。雖然明知要派往前線戰地工作，但薪水高於軍人福利又佳，故也吸引大批台灣青年報考加入。其中海軍設營隊參加者眾，因在海外需要大批從事建設的技術人員，幾乎被派往南方戰區各前線駐地（尤其是前往新幾內亞），由於海權的控制被美軍掌握，補給缺乏造成生活待遇每況愈下，在戰地又基於防衛任務需要，直接將設營隊授編番號為海軍特別陸戰隊之一，當面臨太平洋逐島作戰中，遭遇美軍猛烈火力打擊，受到崩潰式的慘敗，因此戰損率很高犧牲重大。

#### 台灣高座會
1942年10月起臺灣總督府以海軍軍屬（工員）名義，招募公學校、高等科（共8000餘名）與中學畢業（400餘名）的13～18歲青少年，用半工半讀方式為號召，以能賺錢又可取得中學或高校的學歷，吸引許多優秀的青少年人報考；前後兩年招募七期學生，共約八千四百多名，稱為「臺灣少年工」。先在台灣岡山海軍飛行基地報到開訓，再至日本神奈川的「海軍航空技術廠相模野出張所」，受三個月的養成教育，然後以實習的名義分發。根據少年工口述歷史得知，分發後起薪每月工資是80圓，若有出差勤可外加120圓津貼，每月最高可領到200圓，相較當時在台灣一般工資對比，算是很優厚的高待遇。次年相模野出張所（空C廠）擴充後，改名為「高座海軍工廠」，除了一半的人留在本廠協助組裝生產外，其餘4000人派到日本各地兵工廠作業，專門製造生產各式軍用飛機的零組件。由少年造飛機報國的傳奇，總計戰爭期間共製造了一百多架雷電戰鬥機，及眾多各式飛機零組件等備料；但約50多人遭到美軍空襲，而魂斷異鄉的悲劇。戰後，這群台灣少年工們，在1946年初，除了少數人留下外，分別六批次（米山丸等）陸續回臺。

#### 派遣拉包爾
自1941年末日軍攻打南洋後，位處熱帶地區幅員廣袤，且具扼守澳軍北上的新幾內亞諸島，即成為日人重要的占領地與軍事基地，日本軍部在此地派遣大量駐軍。當然新幾內亞島附近，也成了台灣軍夫們的主要派遣地。總之，1942年10月至1944年7月，日本海陸軍透過臺灣軍徵調臺灣人，最頻繁的1943年10、11月，幾乎連日送出，一個接一個被投擲到這個絞肉機般的戰場，高砂族稱為「義勇隊」，本島人稱為「勤勞團」、「農業團」，或者施設要員、衛生要員等，生命的危險度絕對不亞於日本兵。當盟軍轟炸或是登陸進攻時，他們直接就暴露在盟軍攻擊的危險之下，加上生活環境艱辛等諸多因素，最終使新幾內亞戰死率如此之高。其中拉包爾乃兵家必爭之地，首先於1943年8月17、18日攻擊日軍在新幾內亞島上最大的航空基地韋瓦克，繼之以空襲的方式轟炸拉包爾 (1943年11月)，大規模破壞拉包爾港口、農場及各種設施，使島上陷於癱瘓。
1944年3月，盟軍占領新不列顛島的西部，控制新不列顛島和新幾內亞之間的海峽，同月20日，再占領新愛爾蘭島北面的艾米勞群島，孤立拉包爾10餘萬日本的海陸軍部隊；至此對於日軍的新幾內亞戰線全面崩潰，日軍敗陣被退入穿越高山叢林後，因補給不繼造成飢餓和疾病而陷入絕境，導致萬餘名的台灣兵都魂斷於新幾內亞。及至戰爭結束，幸盟軍僅圍困轟炸拉包爾，並不像新幾內亞其他諸島那樣慘烈的登陸作戰，所以臺灣人尚存有近萬名，在拉包爾集中營等待返鄉復員，可是亦不少人因管理拉包爾戰俘營關係，而被視為戰犯處理。

### 特別志願兵時期（1942年－1945年）

#### 少年志願兵
日本自古武家深信英雄出少年，所以自幕府時代即廣置藩校，以培育年幼的新生代武士，此風轉化成日後的各地軍官幼校和少年兵學校,以培養未來軍官和下士官，學生多以青少年為主故稱之少年兵。當時日本陸海軍各兵種少年兵學校，招募年紀僅15～20歲，資格是高等小學畢業、中學肄業、同等的補習學校者，體檢和身家調查皆合格的有志軍旅青少年，其學習兩年和一年實習後，以下士任官並授同中學的學歷，為日軍專業的基層下士官幹部。（但到了戰爭後期日本露敗相時，曾大肆招收在校的中學生亦將年紀下降至14歲，且學習一年即以實習名義下部隊候用。）諸少年兵學校的招募海報一發佈，對於當時的台灣少年可說是造成一股風潮，在台灣因為中學生皆要被編入學徒兵擔任預備隊，日常在校除了學習外，尚要受軍事教練，還要去建構防禦工事的勞動。此時學校師長則鼓勵優秀學生報考軍校，又有高待遇能改善家計的誘因，況且當時連緩徵都取消了，相較於當「軍夫」或「特別志願兵」，不如報考少年兵學校，日後憑努力亦是可能升遷為將校，更是凸顯為精英高人一等的表徵。雖然各校錄取率偏低，但報考少年兵諸校依然都很踴躍，就算明知要被編入特別攻擊隊，還是絡繹不絕的前仆後繼躍躍欲試，其中如船王張榮發可說典型的寫照。
「陸軍少年飛行兵」於1933年4月奉敕令68號的建立，為當時日本陸軍招募航空兵，以及培養航空人材的正式管道與制度之一，經一連串的篩選與試驗後，取得複試合格的人會被分發到「航空基本學校」，進行為期一年的飛行基本訓練。分科後，再依各學生所屬的科目分派到各個「航空上級學校」受訓一至二年，並在此接受各科的專業航空訓練，訓練課程結束後，再以實習名義分配到各個航空基地訓練。共招收20期，到戰爭結束為止，曾招募了台籍百餘名嚮往飛行青少年加入，但若畢業者不少都被編入特別攻擊隊，不過多數幸受訓未結業就終戰而免於其難。台籍少數上陣者皆是戰功彪炳，如擊落盟軍戰機的許崙墩、參加特別攻擊隊犧牲的劉志宏最著名。除了航空學校的少年飛行兵募集以外，其他少年志願兵的項目及學校，則另有陸軍少年戰車兵學校、陸軍少年通信兵學校、陸軍野砲兵學校、陸軍重砲兵學校、陸軍防空學校、陸軍兵器學校等，均有台籍青少年加入其中。
海軍是技術的兵種，相對各類專業需求量大，人員都要長時間的教育養成；因此在台灣也招募數百人青少年，加入日本海軍的各種術科學校，包括普通科培訓生、高等科練習生、特修科練習生等教育班隊；而招募條件和學習模式，基本上與陸軍少年兵大同小異。此外，海軍飛行予科練習生於1930年開辦招收學生，亦曾1944年10月頃，開辦「特別丙種飛行預科練習生（特丙飛）」班隊，成員乃從朝鮮和台灣所招募的海軍特別志願兵，選拔在高雄海兵團基礎教育受訓成績優秀者，參加第1期練習生（朝鮮出身者50人・台灣出身者50人）共100人，並與「海軍乙種預科練習生」第24期班隊，同於44年12月1日一起在鹿兒島基地受初級飛行教育，然後1945年6月轉往至土浦基地受進階飛行訓練到終戰。

#### 預備幹部
日本自明治維新開始引進西方的軍事制度，建立起一套完整的兵役規劃，經歷多次的沿革調整後，並演發出類似台灣預官和預士的考選方式，入選者稱為幹部候補生，通常高等學校畢業可考選為甲種幹部（軍官）候補生，中等學校畢業可考選為乙種幹部（下士官）候補生。1938年4月的新制，不管甲乙種的幹部候補生，入伍後一律受訓為期9個月的養成教育，甲種幹部候補生的軍階，依遞等級從二等兵進升至軍曹（中士），受訓不及格者即為軍曹派用，受訓及格者為曹長（上士）待遇的見習軍官，而在部隊見習中經長官推薦，才能正式實授為少尉，任職一年後大學畢業者或表現優秀者可升中尉；至於乙種幹部候補生的軍階，也依遞等級從二等兵進升至伍長（下士），一年後表現優秀者可升軍曹。其中各軍種比較有代表性台籍軍官，如擔任關東軍大隊長的陸軍少佐鍾謙順、海軍艦隊船副的海軍大尉劉元孝、海軍陸戰隊的海軍大尉吳振武、航發試飛員的陸軍中尉許清卿、陸航飛行員的陸軍中尉邱錦春。
學生出陣
日文乃稱為學徒出陣（大學生稱為學生、中學生稱為生徒），即原本20歲以上可以辦理緩徵的學生，因為戰事不斷的擴大，需要大量的基層幹部，先是以縮短修業年限，其次取消高等學校生（文科和一部分理科學生）的緩徵，後來所有中等學校以上的在校學生，都動員編入學徒兵擔任預備隊。為了鼓勵大學生投筆從戎，各地（含朝鮮、台灣、滿州國與淪陷區）皆陸續舉辦大型歡送會，在台灣所舉行出陣的壯行會，於1943年10月21日以台北為集合地，1944年多了台南集合地。可惜這群高學歷的菁英份子投入戰場，很多擔任神風特攻隊員而犧牲，因此日本高教學校都立紀念碑，以紀念受徵召而陣亡的學生。台籍學生只要是在日本統治區讀書（含朝鮮、台灣、滿州國與淪陷區），幾乎都會被徵集到，此外這些出陣的學生，也是台籍日本軍官的來源之一。當中前總統李登輝為最具代表性，其在幹部班隊同一起受訓者的資料顯示，另有12名台籍的大學生，日後皆為受重任者。

#### 陸軍特別志願兵制度
日本在未宣戰的情況下，於1941年12月7日，襲擊美國太平洋海軍基地「珍珠港」，拉啟太平洋戰爭的序幕，旋即1942年1月（昭和17年），在台灣公布「陸軍特別志願兵令」，限定台灣籍人員自17歲至30歲，均可參加應募。選取合格者即可入台北六張犁「陸軍兵志願者訓練所」，受六個月入伍訓練，結訓後始有被採為陸軍志願兵的資格。1942年度第一期「陸軍特別志願兵」召募，有425,921人應募，取1,020名，分前後兩期各508人與512人，進入「陸軍兵志願者訓練所」受訓，前期訓生入營充現役兵，後期結訓生作第一補充兵；，在第一年結訓後，多補入為48師團，派往南洋作戰。1943年2月12日召募第二期陸軍特別志願兵，當時有601,147人前來應募，取1,030人受訓。1944年應募陸、海軍者，共759,000餘人，而第三期陸軍受訓人數則增為2,200人。第二、三期結訓者，除為現役兵外，餘為第一補充兵守備台灣。另外陸軍特別志願兵也於1943年10月與44年10月，先後兩期專門召募高砂族的志願兵，各為500名及800名。據統計日軍召募台灣人充當「陸軍特別志願兵」者，約有5,550餘人。

#### 海軍特別志願兵制度
1943年（昭和18年）5月11日，日本通過閣議，頒定敕令608號〈海軍特別志願兵令〉，宣佈在臺灣和朝鮮同時實施「海軍特別志願兵制度」，台灣總督府在7月17日公告「海軍特別志願兵令」，於8月1日正式招募。應募者資格：凡年滿16歲至20歲者（翌年修改為14歲至20歲），須國民學校六年畢業者以上學歷者，體檢合格均可應募，服役年限為3年，預備役為12年。第一期提出申請者高達316097名，應募合格者1,000人，在10月1日到台灣總督府設立「海軍兵志願者訓練所」受入伍訓練6個月，接著再入高雄海兵團受專長教育3個月。海兵團是海軍訓練機構，內有六個兵科包括水兵分隊、機關兵分隊、通信兵分隊、工作兵分隊、主計兵分隊、衛生兵分隊等，有別於訓練所階段授予的基本軍人訓練，進入海兵團後分別編入所屬兵科，並依其專業施行訓練課程。結訓後為一等兵，其被分派地點大略歸結為三處：一、派往東南亞各海軍根據地駐防；二、納入臺灣本島各海軍部隊留守；三、優秀者送往日本海軍諸學校（丙種練習生班）進修，待結業後再依受訓專長分發部隊實習，滿一年表現良好者可以晉升為兵長（准下士官）。
隨著戰事的進展急需大量人員，第二期1944年4月1日召募入選者2,000人；並於1944年5月9日，日本內閣發佈勅令第340號〈海軍特別志願兵令改正令〉，原本志願者需先入訓練所，受一定訓育後，經認定符合資格者，方可進入海兵團之規定，現根據此改正令廢除訓練所，改為直接入高雄海兵團受基礎教育6個月訓練，且每3個月即招募一批次兵員送訓。所以第二期即1944年8月1日提前進入高雄海兵團受訓3個月，第三期也一起同日直接進入高雄海兵團，不過要在海兵團受基礎教育6個月訓練。第二期結訓後，成績優秀者則被送至日本內地海軍諸學校進修，其中有一批300名的台灣籍士兵，則在1944年11月7日被安排登上特設巡洋艦護國丸，由基隆港出發航往吳軍港；不幸卻在1944年11月10日凌晨，護國丸航行至九州外海古志岐島燈塔海域附近時，遭盟軍潛艦Barb號以魚雷擊沉，事後清點乘員名單，有臺灣籍士兵212名就此失蹤判定陣亡。
由於雷伊泰灣海戰大敗後，日本海軍的制海權與制空權旁落，終導致臺灣各港口機能的喪失與海域遭受封鎖，因此第三期結訓後已無法進行外派，全部均留在臺灣戰區的海軍各部隊服役。日本當局面臨即使如此，對臺灣籍海軍特別志願兵的組訓工作仍然持續不輟，緊接著第四期在11月之際召募入伍，又1945年2月又有第五期召募入伍，至1945年5月間則有第六期的召募入伍，總計六期共召募11,000餘人。另外，台灣籍的「海軍特別志願兵」，除了在本島徵募之外，於海外的占領地，台灣人亦可經由一定程序，辦理申請轉服特別志願兵，如海南島駐守的部分台灣籍海軍特別志願兵；但在太平洋前線戰地情況危急下，往往是現地徵召轉服志願兵的方式，直接納入特別陸戰隊的戰鬥編組。

#### 高砂義勇隊
依照目前資料顯示，早在1937年9月台灣守備混成旅團派遣部隊出征時，所招募的軍夫即有高砂族去應徵從征，且立下軍功的記錄。不過專門以高砂族為對象組成的部隊，乃台灣軍參謀長和知鷹二觀察理蕃事務心得提出的建議，由台灣總督府從1942年初開始招募起，通常每3個月招募一回，以「高砂義勇隊」名義共招募了七回，高砂族「特別志願兵」招了兩回。（註：在日本時代的戶籍屬原住民，尚有多個平埔族群登記，而且人數也多於高砂族群，卻僅由高砂各族群成立高砂義勇隊，可見日本人對高砂族的資質特性評價很高，不是受漢化的平埔族可以比擬。）第一回招收各部落的菁英500名，經短期的基本教練和編組，在1942年3月12日以「高砂挺身報國隊」的原名授旗成軍；3月23日到達菲律賓馬尼拉上岸後，本該是擔任輜重工作和勤務支援的軍夫，但在叢林絕徑裡能開路前進，又可從崖嶺峭壁攀越通過，善潛伏默行並能觀辨敵蹤，且個個都是英勇善戰的神槍手，因此不久改編成稱為「高砂義勇隊」的戰鬥支援部隊；其適合擔任特攻奇襲的任務，先後在4月份的菲律賓巴丹半島戰役，及5月份的科雷吉多島戰役 (1942年)，都立下奇功深受日本人讚賞。所以當第一回成員回歸鄉里，全獲得日本當局以優厚的條件安置。
自第二回起所招募的成員，開始要先受3－6個月的軍事訓練和專長教育，通常高砂義勇隊在受訓期間，品行忠忱及學科術科測驗績優者，都會提報為代理班長或軍夫主管任用，結訓後全員（含日本人在內的隊職幹部）才搭船分發至前線各地。第二回招募1000人，於42年7月份前進菲律賓擔任綏靖的工作。第三回招募600人，在42年10月份前進200名到索羅門群島，其他414名轉往新幾內亞島。第四回招募1000人，1943年3月以後陸續分幾批前往新幾內亞。第五回的高砂義勇隊，共有516名隊員於43年7月被派遣到新幾內亞。通常隊員們到了戰地後，先安排位在各地的陸軍野戰貨物廠服務，從事擔任搬運物資補給的軍夫工作一陣子，接著派遣到各據點部隊開墾屯駐；然而這些高砂義勇隊，本來就天生的叢林戰士，並都有再受過嚴格的軍事訓練，當新幾內亞戰況危急時，即全部以現地徵召的方式，編到戰鬥部隊的特別行動隊。如赫赫有名的「猛第2689部隊」，「猛」字部隊任務是為掩護日皇軍轉進順利，而扮演阻擾美澳聯軍展開突擊的游擊戰部隊，但也因此付出慘痛的高傷亡代價；其他留在新幾內亞的高砂義勇隊，亦同樣紛紛被編成立特別行動隊，如「齋藤特別義勇隊」、「大高搜索隊」、「猛虎挺身隊」「佐藤工作隊」、「神林部隊」等，皆是屬於陸軍特種部隊番號。
接著第六回和第七回是各招募約1000人，由海軍向台灣總督府提出的員額，皆在台中基地受3個月基礎軍事訓練，然後以「海軍工員」任用並到高雄再加予3個月專長教育，但到了戰地全被編入海軍特別陸戰隊駐守。第六回4月15日入伍，結訓後於10月份高雄搭船派去拉包爾，戰後能回到台灣者僅有280名；而第七回7月15日入伍，結訓後則12月份高雄搭船前往新幾內亞。可由前仁愛鄉長布農族的高聰義回憶得知概況，其在1943年7月自願加入第七回的高砂義勇隊，據他的訪問錄記載：「高砂義勇隊的行動，在那時是秘密、不公開的；他們在戰場從事的工作，是同軍人參與作戰的任務，但身份並不是軍人，也不是軍屬（有點像廓爾喀雇佣兵軍團）。由於高砂義勇隊是被徵調的（不像日本人，當兵對他們來說是一種國民義務），工作危險性也較高，因此薪津要比一般軍人月俸高。一般軍人月俸17圓，高砂義勇隊是40多圓。調去海外者另有加給，且前線再加成，每年還有獎賞和升等，這一切都有明文規定。我進入第七回高砂義勇隊後，到台中的舊軍用飛行場（不是清泉崗）受訓六個月，屬於第三中隊。第七回高砂義勇隊有五個中隊，將近1000人；每個中隊有四小隊，每個小隊一位小隊長和一位指揮班長（類似副小隊長，戰時執行小隊長的職責）；一個小隊長帶四個班（一個班即一個分隊），一個班有13名使用步槍的隊員，另外再由兩個隊員負責一支機關槍，等於一個班有15個人。我們在昭和18年（1943）12月時由高雄出發，前往新幾內亞。抵達新幾內亞後，高砂義勇隊的五個中隊與當地的日本海軍獨立隊混編，我的部隊屬於佐世保鎮守府海軍第五特別陸戰隊。」
另外，在台灣所招募的一般「陸軍特別志願兵」裏，也有不少是高砂族出身，乃從中再挑選出高砂族戰士約160名，並同日本陸軍中野學校結業的幹部40名，共200名一起編成的特種部隊，分為「台灣軍遊撃第1中隊」、「台灣軍遊撃第2中隊」。由於日軍參謀本部計畫把這批的兵員施以特訓，全留在新竹湖口基地接受專業教育，期能擔任陸海空三棲作戰的特種部隊，因此跳傘訓練也是重點之一。
爾後，改以「高砂族陸軍特別志願兵」的名義獨自招募，第一回高砂特別志願兵於1943年10月招募500人，11月15日亦在台灣軍第一聯隊所屬的湖口基地入伍，由南機關出身的川島威伸少佐擔任大隊長，大隊下設隊部和4個中隊，中隊下設隊部下和2個小隊，每個小隊下設5個班（分隊），幹部和士兵一起全員施以特種作戰訓練6個月。第一回高砂特別志願兵結訓後，於1944年5月28日與「台灣軍遊撃第1中隊」從高雄港同船出發，6月初經馬尼拉駐泊補給，此時「台灣軍遊撃第1中隊」則下船進駐菲律賓支援。第一回高砂特別志願兵大隊作短暫停留再啟航，至7月12日開到印尼摩羅泰島，隨即全部被編入「輝第二遊擊隊」備戰。不久9月15日美軍發起摩罗泰岛战役的攻擊行動，憑藉海空優勢猛烈火力重創日軍，又在美軍強襲登陸掃蕩下，高砂兵雖奮勇卻不敵而戰死泰半，戰後僅173人回到台灣，且遺有殘留日本兵中村輝夫的憾事。
緣自1944年10月份，美軍勢如破竹欲進攻菲律賓，爆發雷伊泰島戰役，當時日軍為了打擊美軍的航空基地，策劃了以運輸機搭載特戰部隊，強行降落敵機場突襲，幾乎形同自殺的戰術。此次行動稱為「義号作戦」，部分行動交付「台灣軍遊撃第1中隊」實施，暨「飛行208戰隊」派4架零式運輸機支援，由桐村浩三中尉等8名飛行員駕駛；故編組四個特遣小隊去分別突擊，每一個小隊有軍官1人、士官2人、高砂族士兵12人，以支隊長中重夫中尉為首共60名成員，成立代號「薰」空挺隊來執行此任務；於11月7日，他們如同神風特攻隊般壯行出發，前往雷伊泰島突襲。搭載「薰」空挺隊的1號機，先在日本軍控制的巴倫西亞機場着陸，與第日本26師團會合後一起行動，擔任前鋒開路偵察危險的任務，他們再也沒有回到故鄉台灣。「薰」空挺隊2號機，趁著黑夜奇襲美軍佔領的布拉文（Burauen）機場，破壞機場上的美軍戰機與設施；「薰」空挺隊員對著飛機丟「手榴彈」、「炸藥」，布拉文機場的美軍一時混亂，卻發現日軍數量太少，即開始包圍殲滅「薰」空挺隊員。根據美軍記録在布拉文東方16公里塔克洛班海岸，發現2架日本軍大型機消失於黑暗之中的報告，可能的下場是搭載3號和4號機的「薰」空挺隊員，亦襲擊了附近的塔克洛班(Dulag)機場，但也因「玉碎」行動而戰死異鄉。
至於第二回高砂特別自願兵在1944年10月招募800人，44年11月入伍編進台灣軍，亦是幹部和士兵全員一起在新竹湖口基地，同樣施以特種部隊訓練6個月後，因美軍的海上封鎖導致部隊無法順利外調，另也為了防禦美軍可能登陸台灣，幸而全部留守本島至終戰。
戰後，眾多跟高砂義勇隊共事過的退役日本官兵皆感念不已，更讚嘆高砂義勇隊的精神、能力遠遠高於日本內地軍人，使日本軍的行動往往極度依賴高砂義勇隊。其中有回憶說道：「該隊人員能於無道路之叢林穿梭自如，也可以分辨遠處聲音來從事偵察，憑藉一把番刀遮伏痛擊敵人。由於隊員精於狩獵採集的野外求生技能，對叢林內的動植物可分辨可食或不可食，並傳授其他日軍在叢林生活的方法，使日軍同僚被圍困在缺糧下得以補給。」又有原日本同僚亦說「日本兵罹患瘧疾，高砂隊員能冒險摘椰子取水解熱。」另有共事過的日本部隊長感嘆道：「高砂隊員的英勇、服從、為長官效命及犧牲奉獻的精神，連內地出身的將兵也難望其項背。」另外，相較於其他日本殖民地徵召的軍隊，戰時的日本精神鍛鍊也同樣遍地雷厲風行開展，但卻沒有如同高砂義勇隊受到深深的影響，從新幾內亞戰場的表現可看出端倪，朝鮮籍部隊就顯得散漫的多，更別提其他東南亞籍部隊雜亂無章，高砂義勇隊奮戰不懈的精神，實在是令人欽佩的稱讚不已。因此，高砂義勇隊不少戰功彪炳被破格晉升者（很悲情多半是殉職追晉），不過也有如阿里山鄉鄒族的湯守仁，被派至中國戰場因有特殊戰功，破格保送日本陸軍士官學校晉升為軍官。

### 全面徵兵時期（1945年1月－8月）
1944年（昭和19年）4月19日敕令公布台灣實施徵兵，9月1日起執行預備作業，此舉也是台籍日本兵以軍人職稱的大宗。從1945年1月開始對台灣全島19歲至40歲的壯丁，第一梯共45,726人施行身體檢查，分甲種體位4,647人，乙種體位18,033人，皆直接入營為現役兵。2月再檢查合格壯丁7,000人，徵送入營為現役兵，另外7,000合格壯丁為補充兵。因戰況危急至此，徵兵召集眾多的義務役，皆編入駐守在台灣的第10方面軍轄區內，包含所屬日籍與台籍的軍人號稱20餘萬部隊，大都派在台灣本島巡弋海岸與戍衛軍事要地，準備抵禦盟軍來襲的登陸作戰。

### 戰俘處置─戰俘監視員
日本陸軍在俘虜收容所的管理人員安排上，主要是以雇用朝鮮、臺灣等殖民地人為軍屬，分為相當於下士官的雇員及兵卒的傭人兩種級別，使其擔任收容所相關戒護管理。在1942年5月，軍方即委託皇民奉公會中央本部在臺灣募集美、英俘虜監視員，其招募同樣以福利和條件較佳為號召，且語言能力好者都能充當通譯，報名資格為18歲以上、未滿30歲，國民學校畢業程度以上之本島人與高砂族男性，尚須檢附履歷書及醫師開立之身體檢查證明書；第一批的報名至5月24日截止，全島共有5,737人應募，在6月1日至3日間於各州廳實施甄選，經錄取共850人，往後亦循此模式招聘各梯次的監視員。錄取者絕大多數是來各地自青年團成員，已在青年學校完成基礎軍事訓練，因此在訓練所受3個月的專長教育，即結訓分發各地戰俘收容所，除了部分留在台灣本土外（台灣戰俘營），多數遠渡南洋各地看管戰俘。由於日軍對戰俘待遇很苛刻，每天使其不勘負荷的勞動，又任處於飢餓疾病而不顧，尤其戰場失利補給被切斷下，常執行諸多非人道命令（註：英屬婆羅洲日佔時期）。

## 戰後

### 赔偿情況
在二次大戰結束後，中（臺灣）日雙方開始協商二戰時期，原有臺籍日本兵之賠償事宜，但當時日本政府堅持，因為臺灣已經被中華民國統治，在不具有日本國籍身分的情況下，這些原臺籍日本兵（軍人與軍屬）不能與日本人等同享有，由日本政府所訂之《恩給法》及《戰傷病者戰歿者遺族援護法》之權利。再加上《中日和約》〈第三條〉中明訂──「關於日本國及國民在臺灣及澎湖之財產，及其對於在臺灣及澎湖之中華民國當局及居民所作要求（包括債權在內）之處置，及該中華民國當局及居民在日本國之財產，及其對於日本國及日本國國民所作要求（包括債權在內）之處置，應由中華民國政府與日本國政府間另商特別處理辦法。本約任何條款所用『國民』及『居民』等名詞，均包括法人在內。」因此，要整合求償有相當難度。
直到日本與中华人民共和国於1972年9月27日建交之後，日本外相大平正芳口頭終止與中華民國所簽訂的《中日和約》後，反倒比較容易展開對日求償的作業，但求償的工作結果仍舊是困難重重。主要原因有求償的項目相當繁多，諸如：臺灣人被徵服兵役或勞役傷亡者之撫恤金、應領未領之薪金、軍郵儲金、駐外銀行存款、現今引換證（兌換券）在臺之保險金…各種公債（如第一次世界大戰結束之德國馬克）、郵政儲金、補償費等。而日本政府除了搬出法令阻擋外，也反過頭來要求我們必須協商賠償，當時原居住於臺灣地區日本人，在遣返日本之後所留財產之補償。
1977年，由台湾的5個民間團體，如「台湾前国軍退伍軍人及遺族協會」、「台日和平友好促進會」等組織，開始對日本政府要求補償金，包括當年的「軍事郵政儲金」、「簡易人壽保險金」以及「海外日本兵軍餉」等。迫使日本政府編列預算，於1987年9月11日在眾議院，18日在參議院相繼通過，支給臺灣人原日本兵死亡及重傷者遺族《特別弔慰金支給法》，除了發放每位陣亡者遺族「弔慰金200萬日圓」外，日本政府還另加撥事務費4,700萬日圓，作為委託中（臺）日兩國紅十字會之發放作業金，發放作業原本計畫自1988年起開始發放，預計以3年的時間完成所有發放作業，不過實際上卻拖至1995年才開始發放。（當時120日元可兌換1美元；美元與新臺幣的平均匯率為27.37元；200萬日幣約等於45～46萬臺幣。）
依據日本厚生省統計資料，戰死和失蹤的日籍台灣兵有30,304名，但最初中華民國內政部所記載之陣亡臺灣兵人數卻高達42,678人，之後經亞東關係協會和日方仔細比對後，刪除部分重複登記的名字後，最後確認實際陣亡應為32,806人，重傷者有327人，傷亡總數共為33,133人。遺屬經過多年爭取，20世紀90年代才得到每人日幣200萬圓的弔慰金。日本政府卻對日籍台灣兵有差別待遇，比起日本軍的慰問金數目，相差數十倍。（但戰後日圓的狂貶，到回升至穩定值間的波動倍率，這方面也是要去評估；不過當時1980年代，國軍義務役死亡撫慰金不到台幣20萬元相比，可以客觀比較。）
「原日本軍人軍眷之未付薪金」、「軍事郵政儲金」、「外地郵政儲金」、「簡易人壽保險金」、「郵政年金」等五項給付，又以「軍人軍眷之未付薪金」與「軍事郵政儲金」兩項金額為最高。軍人薪資積欠部分共有八萬四千件，在民國89年（2000年）1月底前計有五萬五千件提出申請，佔總數的66％，而實際領錢的有四萬三千件，約佔總數的51％，己支付61億日幣。軍事郵政儲金方面，全部件數約是六萬件，己提出申請者為五萬三千件，佔總數的98％，己受理支付者共二萬九千件，約達總數的48％，己支付34億9千圓日幣，日本政府共編列353億日圓預算來償還債務，但到民國89年（2000年）2月底約僅發還110億，顯示因為補償金額過低，日本政府付給日本內地軍人的是原金額的7,000倍，至於補償付給台籍日本兵則僅有「120倍」，（平均每個帳戶補償金額約12萬日圓，折合約新台幣2～3萬元。）許多老兵認為受到重大侮辱，氣得拒絕領取，聲稱：「要讓日本政府永遠欠我們！」。

### 戰犯
戰後，盟軍對日本戰犯以及臺籍日本兵，作出ＢＣ級戰犯的審判。（註：Ｂ 級屬戰爭罪，於戰爭期間對敵國民眾的犯罪、Ｃ 級屬違反人道罪，非僅於戰時，包括平常時期對人民所犯下的違反人道之罪。）經日本史學者茶園義男編著《ＢＣ級戰犯關係資料集成》整理，ＢＣ級戰犯判刑的臺籍日本兵計173名，其中26名被判死刑、幾乎為憲兵、通譯、戰俘監視員；餘被判20年以下的徒刑（大部分也為戰俘營的監視員）；這些戰犯，先分別關在南洋各地集中營，後來再移押至東京巢鴨監獄統一監禁，於1952年舊金山和談後，才陸續被釋放。當日方宣佈臺灣人喪失日本國籍，因此更不負履行為其效命的賠償責任，所以這些代過受罪的監視員，即面臨到身份認同和權益受損的危機，猶如戰敗棄子般自生自滅可謂下場淒慘；之後，雖說戰犯們歸屬中華民國籍，但接收的國民政府態度消極，認為他們對祖國認同及忠誠度有問題，並因228事件後加深其誤解，返臺後皆被加強監管，常面臨到警總的跟蹤與監視，生活不寧或被歧視，多半過著艱苦的生活。

## 日籍台灣兵個案

### 鄧盛：原台灣籍日本兵對日討債團團長
鄧盛擔任原台灣籍日本兵對日討債團團長，以戰傷重殘傷兵之平民身份，代表戰死家屬與重殘傷兵狀告日本政府，與日本政府纏訟多年。促成日本於其身故後，以民間名義賠償，原臺灣籍日本兵，戰死戰傷重殘每人200萬之慰問金賠償，及後續之郵儲金賠償。

### 許昭榮：全國原國軍日籍台灣老兵暨遺族協會會長
許昭榮擔任全國原國軍日籍台灣老兵暨遺族協會會長，因抗議當時的臺灣政府對日籍台灣老兵及遺族不聞不問，而於2008年5月20日自焚而死。

### 史尼育唔：經31年才解甲歸鄉的最後日本兵
史尼育唔在日治時期叫「中村輝夫」，漢名叫「李光輝」，是屬於阿美族的台灣原住民。1943年10月15日入選高砂族「陸軍特別志願兵」，而離開家鄉臺東廳新港郡都蘭庄（今臺東縣東河鄉），先在新竹湖口基地（當時加入台灣軍第一聯隊），接受陸海空三棲特種作戰訓練6個月後，以陸軍一等兵的身分，於1944年5月28日從高雄港出發，前往印尼摩羅泰島駐守，在7月12上岸，旋即被日本軍編入「輝第2遊撃隊」，不久美軍於9月15日發起海空攻擊行動，隨後採取登陸作戰，在美軍猛烈的攻擊下，此時擔任偵查兵的中村輝夫和部隊離散了，就深入叢林中潛伏伺機行動，利用野外求生的技能繼續支撐著，並不知道日本已經1945年8月15日宣告投降，所以仍然一直堅守奮戰不懈，在叢林中獨自頑抗度過了31年。
雖然1956年在這個島，發現了其他9個日本兵（3個日本人，6個台灣人），但依舊遺漏了中村輝夫，爾後期間有所聽聞卻都不以為意。直到1974年11月中，「輝第2遊撃隊」前隊長、陸上自衛隊退役陸將補（少將）川島威伸帶團前往摩羅泰島弔祭時，聽聞到還有日本兵殘留，就堅持印尼政府要協助搜尋；印尼政府馬上派遣11人組成的搜尋隊，終於在12月17日發現其蹤跡，隔日早晨一行人唱著日本國歌君之代，中村輝夫聽到歌聲就驚訝的出來探望，隨後被搜索團帶回基地。1974年12月25日，日本駐印尼大使館接獲「尋獲日本兵」通報，28日大使館防衛駐在官（武官）湯野正雄飛赴摩羅泰島基地，會見在醫院中接受體檢的中村輝夫。面對武官的詢問，中村極為清晰的以日語一一回答。當武官告知中村，30年來的世局變化，同時臺灣與日本已經一分為二時，中村依然冷靜回答：「日本沒有輸，我要回日本！」（日本は負けてはおりません，自分は日本に帰りたい。）12月29日，日本大使館為中村輝夫於雅加達舉行國際記者會，會中雖備有台灣語翻譯，但中村堅持使用日語全程回答。
在雙方政府角力下，「最後的帝國軍人」中村輝夫兵長（准下士官），還是以「李光輝」的新身份送返臺灣。當時獲得日本政府補償金和民間捐款及台灣政府的救助金共約100萬台幣（800萬日圓）。於1975年1月8日回到台灣，可惜造化弄人，在機場的歡迎會中，得知妻子改嫁時還暴怒，當時出生僅一個月的兒子，已長大成人結婚生子。雖然部落鄉親亦在泰源小學舉辦盛大的歡迎會，但畢竟離開故鄉31年了，還是相對非常生疏，更何況回家鄉後，他的心理和生活都受了巨大轉變，自此在心情、作息、飲食都不健康的情況下，罹患肺癌並於1979年6月病逝於台大醫學院。
由於印尼人的觀念，認為是日本幫助了印尼獨立建國，所以對日本很友善，摩羅泰島特別也建立了二戰博物園區，並於2012年9月14日，建造了中村輝夫的紀念銅像，且巂文說道：「一個守護印尼摩羅泰島而對抗殖民者奮戰不懈的戰士」。

### 葉山宏一：首位台籍海軍少尉
葉山宏一，台北市永樂町出身，1943年被任命為海軍士官（技術少尉）。

### 李柏青：印度尼西亞獨立戰爭建國英雄
李柏青（1922年－2013年10月16日），日本名宮原永治，印尼名Umar Hartono（烏瑪爾·哈托諾）。為日治臺灣的臺南州人（今為雲林縣），乃是第一期陸軍特別志願兵，從征東南亞各地，有戰績且實戰經驗豐富者，戰後和同袍為認同大東亞共榮圈理念，即參與印尼獨立革命而浴血奮戰，終成為印尼建國英雄之一。並在2005年，出席印尼建國60周年慶典，獲印尼總統尤多約諾頒贈印尼建國英雄勳章，為首位獲得這項殊榮的台灣人。

### 陳智雄：臺灣獨立運動犧牲者
陳智雄（1916年2月18日－1963年5月28日），臺灣阿緱廳人（今屏東縣中北部）。從東京外國語大學畢業後，因精通多國語言，被派至印尼擔任外交官，隨日軍擔任通譯，戰後參與印尼獨立革命，並娶印尼當地的印荷混血女子為妻，又透過妻兒的掩護，將原日軍的軍火供應給印尼獨立軍，獨立後首任總統蘇卡諾待他如國賓，且授以榮譽國民的最高榮譽。
之後，因參與台灣獨立運動而拋家棄子，離婚後欲回台灣，卻被護照撤銷成為無國籍者。為了進入日本，在飛機上巧遇瑞士外交官，受其協助取得瑞士國籍。曾經擔任台灣共和國臨時政府的東南亞巡迴大使，中華民國政府視為眼中釘，把他由日本誘捕回台，在無情凌虐皆堅定不屈，慘遭槍決處死，身後由其妹處理，奉安於宜蘭白蓮寺，為臺灣白色恐怖時期受難者。

### 劉志宏：神風特攻隊隊員
劉志宏（1923年－1944年），日文名泉川正宏，新竹州苗栗郡銅鑼庄人，於日本東京陸軍航空學校、所澤陸軍飛行学校接受飛行訓練，在參加菲律賓特攻出擊時，被美軍高射炮火打下身亡，死時年僅21歲，之後入祀日本靖國神社。是目前記錄可證實的台灣籍神風特攻隊隊員。

### 董長雄：戰後被日本政府忽視的戰犯
董長雄（日本名：玉峯長雄）因成為戰犯而被判絞刑所寫的遺書，一直被放於日本靖國神社，未交到遺屬手上。2003年，台灣「全國原台籍老兵暨遺族協會」會長許昭榮被日本人告知此事，並經由他將遺書影印本帶回台灣，交給董長雄家屬。
台籍日本兵董長雄，二戰期間離開妻子和年幼的獨子，被日本政府徵召到印尼管理戰俘營。日本投降後，這名憲兵隊通譯被盟軍國際審判庭視為戰犯，並判處絞刑，當時有26名管理員被處死，但只有兩人被處絞刑。 臨刑之前寫了遺囑。這份遺囑，日本政府並沒有交給遺族，而是存放於日本靖國神社。他臨死前遺願，希望死後獨子董英明能接受日本教育。但董英明已因癌症病故多年，終其一生，不曾受到日本政府的照顧。
董長雄遺書中寫著：
|  | 我是台灣人，因故我奉獻我的身體，犧牲了妻子，在法庭上力爭，最後失敗而赴死地。我是為了日本，遵守始終一貫的信念來戰鬥。如今國籍雖有變更，但我仍想以日本軍人身分走向那另一個國度。若是這法庭不是為正義，而是為報復而進行裁判，那我被判處死刑也毫無怨言。 |

在遺書中為獨子董英明請求：
|  | 大日本帝國若能復興，期望日本政府能給我那一個兒子有接受日本教育的機會。 |

只是日本政府沒有依照其遺願（大日本帝國並無復興），讓董英明到日本接受教育，更讓董長雄的遺書留在日本靖國神社五十多年。台灣國史館台灣文獻館長劉峰松、編纂李展平到屏東縣做戰後史田野調查，在楓港找到董長雄的兒媳孫素珠。她說，房租兩千塊錢，一年頂多三個月有工作。這日籍台灣兵的後代家徒四壁，日本政府從未關照他們家。2003年日本政府曾請許昭榮代為探視董英明，了解其近況，但知道董英明已因癌症病故後，即不再聞問。

### 簡傳枝：自願的日籍台灣兵
簡傳枝，於2005年84歲的宜蘭縣民，60年前志願從軍當日本兵，日本名「竹內傳一」。簡傳枝花了五年時間，以日文、中文完成「日籍台灣兵手記」，並提供給在台灣的國史館參考。簡傳枝說：「當年自願當日本兵的台灣囡仔（臺灣語，年輕人、小孩子之意），只想與日本人平起平坐，沒有侵犯他國的意圖！」他透露說：「日本時代的台灣人，可說是二等、甚至三等國民；日本人吃白砂糖，台灣人配給較差的黑砂糖；日本人吃上等瘦肉，台灣人供給量少的下等豬肉。因為只有當兵才能不被歧視，可享受與日本人同樣的待遇，因此，許多台灣人就志願從軍。」「1942年，42萬多名台灣人自願當日本兵，但經過嚴格篩選後，只錄取502人；有台灣人未獲錄取當日本兵者，甚至想不開去自殺。他那年21歲，在七堵鄉公所畜產課課員，志願從軍並獲錄取。」「當時日籍台灣志願兵可說是「男人中的男人」，極為風光。那時自願進入日本陸軍，將生命奉獻給日本的日籍台灣兵，為的只是表現台灣人也有資格與日本人平起平坐，成為一等國民，根本沒有要侵犯中國或他國的意圖。」
簡傳枝問：「如果當年日本沒有戰敗，台灣現在還可能是日本的領土，何來背叛之說？」當年他爭取到平等的待遇，到現在還以曾身為日本兵為榮，也曾四度到日本靖國神社參拜過。簡傳枝同時保存一個「大東亞從軍記章」，是參加戰爭，日軍送的紀念品。簡傳枝說：「但在反日宣傳教育下，戰後出生的年輕人往往對上一代曾為日本兵的長者，誤會是侵害中國人、幫助仇敵、當成背叛者！這應該是60年來日籍台灣兵共同的沈鬱吧！」

### 吳連義：戰後殘留越南的最後一位台灣人
吳連義，1943年畢業於嘉義農林（今嘉義大學），翌年被台灣拓殖株式會社派到越南的日本軍農業試驗場工作，戰後成為不是日本人也不是中國人的「棄民」。吳連義後來滯留越南在當地娶妻生子，居於寧平省，2006年辭世，遺願望落葉歸根。
此外相同經歷者，尚有黃燦銖（乃台南市長黃偉哲的叔公），1922年出生，北門農工畢業，二戰時亦被日本軍部派到越南拓殖，戰後因錯過返鄉機會，而加入越南共和國（南越）軍隊，暨娶了當地世家女子落地生根，且官拜陸軍中校退伍，1974年3月時曾返鄉，並曾被當時的《聯合報》報導過。卻也基於此，在統一後的越南被監禁勞改11年，出獄後僑居丹麥10年，等越南改革開放才再回胡志明市定居終老，於2016年初辭世，其內心始終惦記台灣故鄉的社會脈動。

### 李登欽：馬尼拉戰役陣亡的海軍特別志願兵
李登欽（日本名：岩里武則）為中華民國總統李登辉之兄，1921年2月19日出生在臺北州淡水郡三芝庄，淡水高等小學畢業，於昭和十三年（1938年）出任警察，官階為巡查。1943年報考海軍特別志願兵第一期，當時提出申請者高達316,097名的競爭下，通過體檢、筆試、口試才獲得錄取。並在高雄海兵團受訓完後，1944年7月前往駐地服役，被編入位於菲律賓馬尼拉的海軍根據地隊「第31特別根據部隊」，任職艦艇輪機兵。於1945年2月15日在軍艦上戰歿，隨即與軍艦同沈入海，得年僅24歲，因屍骨無存，李父始終不信愛子戰死，後來以陣亡軍人的身分，靈位入祀靖國神社供奉。

## 統計

### 死亡統計
| 地域     | 分類 | 動員      | 復員      | 不明及戰死 | 不明及戰死率 |
| -------- | ---- | --------- | --------- | ---------- | ------------ |
| 朝鮮半島 | 全体 | 242,341人 | 240,159人 | 22,182人   | 9.2%         |
| 朝鮮半島 | 軍人 | 116,294人 | 110,116人 | 6,178人    | 5.3%         |
| 朝鮮半島 | 軍属 | 126,047人 | 110,043人 | 16,004人   | 12.7%        |
| 台湾     | 全体 | 207,183人 | 176,879人 | 30,304人   | 14.6%        |
| 台湾     | 軍人 | 80,433人  | 78,287人  | 2,146人    | 2.7%         |
| 台湾     | 軍属 | 126,750人 | 98,590人  | 28,160人   | 22.2%        |
| 日本本土 | 全体 | 781.4万人 | 551.4万人 | 230万人    | 29.43%       |

### 乙丙級戰犯
| 地域     | 有罪    | 死刑  |
| -------- | ------- | ----- |
| 朝鮮半島 | 129人   | 14人  |
| 台湾     | 173人   | 26人  |
| 日本本土 | 5,369人 | 922人 |

### 志願兵募集
| 年度   | 志願者    | 入所者数 | 競争率 |
| ------ | --------- | -------- | ------ |
| 1938年 | 2496人    | 406人    | 16%    |
| 1939年 | 12,348人  | 613人    | 4%     |
| 1940年 | 84,443人  | 3,060人  | 3%     |
| 1941年 | 144,743人 | 3,208人  | 2%     |
| 1942年 | 254,273人 | 4,077人  | 1%     |
| 1943年 | 303,394人 | 6,000人  | 1%     |

### 賠償金
1987年日本政府用特別立法的方式，以「弔慰金」的名義補償台籍日本兵。惟「弔慰金」不是日本政府給付日本軍人之「撫恤金」，且「弔慰金」與日本軍人的「撫卹金」有較大的差距。日本政府給付給舊日本軍人的「撫卹金」約為台籍日本兵的「弔慰金」的58倍。
| 對象         | 名目                 | 金額      | 給付者    |
| ------------ | -------------------- | --------- | --------- |
| 戰没者遺族   | 特定弔慰金（一時金） | 200万日元 | 遺族      |
| 重度戰傷病者 | 特定弔慰金（一時金） | 200万日元 | 本人･遺族 |

### 支給状況
日本赤十字社審査、裁定（總理大臣裁定權限委任）：
- 受付29,913件
- 給與29,645件
- 却下268件

總額：529億9,000万日元

## 日治時期的日本軍歌
除了日文軍歌如《臺灣軍之歌》等以外，還有別的元素添入軍歌。台灣在日本的皇民化運動下，台灣語流行歌謠被禁，同時日本政府為了召集台灣人前去南洋當軍夫，將《望春風》、《雨夜花》、《月夜愁》等流行歌曲改填日語歌詞，成為《大地在召喚》、《榮譽的軍夫》、《軍夫之妻》，此舉使得當時台語詞曲創作遭壓抑，因而在二次大戰最後幾年完全被日本軍歌所取代。

### 引用
1. ↑  國際化,雙語編排,文化整合,全球華人的雜誌, 台灣光華雜誌 Taiwan Panorama |. . 台灣光華雜誌 Taiwan Panorama | 國際化,雙語編排,文化整合,全球華人的雜誌.   [2025-03-15] （中文（臺灣））.
2. ↑  . www.zhongguotongcuhui.org.cn.   [2025-03-15]. （原始内容存档于2024-10-09）.
3. ↑  李筱峰. . 李筱峰個人網站. 1997-08-20  [2005-04-06]. （原始内容存档于2005-05-25） （中文（繁體））.
4. ↑  . 《國史館館刊》第62期. 2019年12月  [2021-06-24]. （原始内容存档于2020-08-06）.
5. ↑  .   [2025-03-15]. （原始内容存档于2025-03-18）.
6. ↑  . www.twreporter.org.   [2025-03-15]. （原始内容存档于2024-08-17） （中文（臺灣））.
7. ↑  鍾淑敏.  (PDF).   [2025-03-15]. （原始内容存档 (PDF)于2024-09-18） –《師大台灣史學報》第16-17期，頁47-90.
8. ↑  許進發.  (PDF).   [2025-03-15]. （原始内容存档 (PDF)于2025-03-19）.
9. 1 2 3 4  吳宗達.  (PDF). 國立政治大學. 2012年7月  [2019年4月20日]. （原始内容存档 (PDF)于2022年11月21日） （中文）. 「失明した瞬間にその恐怖からは解放される、苦しか、切なか行です たい。ばってん、残念ながらいつか、必ず来るとですなあ」 「なるほど。失明した瞬間に『失明という恐怖』から解放される、と いうことですね」 「はい。その日があなたの解夏ですなあ」 さだまさし‧〈解夏〉より
10. 1 2 3 4  周婉窈. 張炎憲; 李筱峰; 戴寶村 , 编. . 台灣史論文精選(下) (台北: 玉山社). 1996: 161–201.
11. ↑  許雪姬.  (PDF). 長庚人文社會學報.   [2018-05-17]. （原始内容存档 (PDF)于2020-12-02） （中文（繁體））.
12. ↑  近藤正己. . 國立臺灣大學出版中心.   [2021-06-24]. （原始内容存档于2021-06-24）.
13. 1 2  陳柏棕.  (PDF). 台灣文獻67卷第1期.   [2018-05-20]. （原始内容 (PDF)存档于2018-05-20） （中文（繁體））.
14. 1 2  張靜宜.  (PDF). 高苑學報·第13卷（2007/7）.   [2018-05-20]. （原始内容 (PDF)存档于2018-05-20） （中文（繁體））.
15. ↑  陳柏崇. . 中央研究院臺灣史研究所檔案.   [2018-05-31]. （原始内容存档于2020-10-26） （中文（繁體））.
16. ↑  . 公視新聞網. 2011年8月2日  [2021年6月24日]. （原始内容存档于2021年6月30日）.
17. ↑  朱真一.  (PDF). 成大醫訊. No. 29期: 31.   [2021-06-25]. （原始内容存档 (PDF)于2021-06-25）.
18. ↑  龍應台. . 2009.
19. ↑  台灣總督府 (编). . 台北市: 南天書局. 1994.
20. ↑  神風特攻隊與台灣人 （页面存档备份，存于），ETtoday，2013年7月21日
21. ↑  蔣為文.  (PDF). 國立成功大學.   [2013-01-29]. （原始内容存档 (PDF)于2017-07-13） （中文（繁體））.
22. ↑  . 風傳媒. 2018年2月19日  [2019年9月27日]. （原始内容存档于2021年1月20日）.
23. ↑  1990年厚生省
24. ↑  . www.jacar.go.jp.   [2006-09-29]. （原始内容存档于2021-06-24）.